# 格爾豐德-施奈德常數
格爾豐德-施奈德常數即為2的{\displaystyle {\sqrt {2}}}次方，其值为：
{\displaystyle 2^{\sqrt {2}}=2.6651441...}
羅季翁·庫兹明在1930年證明此數字是超越数。
1934年蘇聯數學家亞歷山大·格爾豐德和德國數學家西奧多·施耐德分別獨立證明了更一般的格尔丰德-施奈德定理，因此证明格爾豐德-施奈德常數為超越数，也回答了希爾伯特第七問題。
它的平方根
{\displaystyle {\sqrt {2^{\sqrt {2}}}}={\sqrt {2}}^{\sqrt {2}}=1.6325269...}
也是一个超越数。在無理數的無理數次方為有理數這個命題中，它可用來提供一個經典、簡捷的證明。

## 無理數的無理數次方為有理數
儘管已知 {\displaystyle {\sqrt {2}}^{\sqrt {2}}} 是超越數，自然也就會是無理數。但在不知道它是無理數的情況下，仍可以證明此事。
命題：存在 a, b 是無理數，使得 {\displaystyle a^{b}}為有理數。
證明：
已知{\displaystyle {\sqrt {2}}}是無理數，考慮 {\displaystyle {\sqrt {2}}^{\sqrt {2}}}，它有可能是有理數，也可能是無理數。
- 若 {\displaystyle {\sqrt {2}}^{\sqrt {2}}} 是有理數，即得證。
- 若 {\displaystyle {\sqrt {2}}^{\sqrt {2}}} 是無理數，則

{\displaystyle \left({\sqrt {2}}^{\sqrt {2}}\right)^{\sqrt {2}}=({\sqrt {2}})^{{\sqrt {2}}\ \times {\sqrt {2}}}=({\sqrt {2}})^{2}=2.}
為有理數，得證。

## 希尔伯特第七问题
希尔伯特的第七个问题是要证明（或找出反例），如果a是一个不等于0或1的代数数，b是一个无理代数数，则ab总是超越数。他给出了两个例子，其中一个就是{\displaystyle 2^{\sqrt {2}}}。
1919年，他发表了一个关于数论的演讲，谈到了三个猜想：黎曼猜想、费马大定理和{\displaystyle 2^{\sqrt {2}}}的超越性。他对观众说，在你们还活着的时候肯定没人证明这三个猜想。但这个数的超越性在1934年得出证明，当时希尔伯特还活着。